# Гилгеу (комуна)
Гилгеу (рум. Gâlgău) — комуна у повіті Селаж в Румунії. До складу комуни входять такі села (дані про населення за 2002 рік):
- Бирсеу-Маре (298 осіб)
- Гилгеу (732 особи) — адміністративний центр комуни
- Глод (477 осіб)
- Гура-Вледесей (19 осіб)
- Доброчина (209 осіб)
- Кепилна (381 особа)
- Кізень (126 осіб)
- Фодора (530 осіб)
- Фринченій-де-П'ятре (19 осіб)

Комуна розташована на відстані 366 км на північний захід від Бухареста, 50 км на схід від Залеу, 56 км на північ від Клуж-Напоки.

## Населення
За даними перепису населення 2002 року у комуні проживала 2791 особа.
Національний склад населення комуни:
| Національність | Кількість осіб | Відсоток |
| -------------- | -------------- | -------- |
| румуни         | 2695           | 96,6%    |
| цигани         | 69             | 2,5%     |
| угорці         | 27             | 1,0%     |

Рідною мовою назвали:
| Мова      | Кількість осіб | Відсоток |
| --------- | -------------- | -------- |
| румунська | 2719           | 97,4%    |
| циганська | 50             | 1,8%     |
| угорська  | 22             | 0,8%     |

Склад населення комуни за віросповіданням:
| Релігія            | Кількість осіб | Відсоток |
| ------------------ | -------------- | -------- |
| православні        | 2162           | 77,5%    |
| п'ятдесятники      | 296            | 10,6%    |
| греко-католики     | 218            | 7,8%     |
| баптисти           | 72             | 2,6%     |
| реформати          | 13             | 0,5%     |
| римо-католики      | 11             | 0,4%     |
| бретрени           | 2              | 0,1%     |
| атеїсти            | 1              | < 0,1%   |
| не вказали релігію | 1              | < 0,1%   |